# Money (песня Давида Гетта)
«Money» — песня французского диджея Давида Гетта, исполненная при участии Криса Уиллиса и Moné. Она была выпущена в качестве сингла с его второго студийного альбома  Guetta Blaster 9 апреля 2004 года. Песня достигла 12-й строки в Belgium Singles Chart. Сингл не выпускался в Великобритании.

## Список композиций
| №  | Название                         | Длительность |
| -- | -------------------------------- | ------------ |
| 1. | «Money» (Extended Version)       | 4:45         |
| 2. | «Money» (Wally Lopez Remix)      | 3:33         |
| 3. | «Money» (Dancefloor Killa Remix) | 3:47         |
| 4. | «Money» (Radio Edit)             | 3:05         |

## Чарты
| Чарт(2004)            | Высшая позиция |
| --------------------- | -------------- |
| Belgium Singles Chart | 12             |
| French Singles Chart  | 63             |
| Swiss Singles Chart   | 52             |